# یم چینی
یم چینی (نام علمی: Dioscorea polystachya) نام یک گونه از سرده تمیس است.